# Социалистическое женское движение
Социалистическое женское движение (индон. Gerakan Wanita Sosialis) — неправительственная женская организация в Индонезии.
Движение было женским крылом Социалистической партии Индонезии.

## История
Изначально Социалистическая партия Индонезии, стремясь заручиться поддержкой женщин, поддерживала тесные политические контакты с организацией «Сознательные женщины» (индон. Isteri Sedar). Однако по итогам парламентских выборов 1955 года партийное руководство убедилось, что «Сознательные женщины» не смогли мобилизовать достаточно женщин-избирателей. По этой причине партия решила сформировать собственное женское крыло, которое получило название «Социалистическое женское движение».

## Членство
Членство в Социалистическом женском движении было открыто для женщин от 16 лет и старше. По состоянию на 1960 год у движения было 115 филиалов и 700 000 членов.